# Ignisphaera
Genre
Espèces de rang inférieur
- Ignisphaera aggregans

Ignisphaera est un genre d'archées de la famille des Desulfurococcaceae.